# Museo de historia natural de Mongolia
 Museo de historia natural de Mongolia (en mongol: айгалийн түүхийн музей) es un museo situado en Ulán Bator, Mongolia. El museo fue conocido anteriormente como el Museo Nacional de Mongolia. Este cambio de nombre ha llevado a la confusión con otro museo por excelencia de Ulán Bator, el Museo Nacional de Mongolia. Aunque los dos museos están muy cerca el uno al otro, llevan a cabo exposiciones muy diferentes. El Museo Nacional de Mongolia tiene que ver con la historia del Estado de Mongolia y artefactos relacionados con esa historia. El Museo de Historia Natural de Mongolia se ocupa principalmente de la flora y fauna del país.
El museo es particularmente conocido por sus fósiles de dinosaurios y otras exposiciones paleontológicas, entre las cuales las más notables son un esqueleto casi completo de un Tarbosaurus del Cretáceo tardío y nidos contemporáneos de huevos de Protoceratops. La mayoría de estos fósiles provienen de excavaciones del desierto de Gobi.